# رون ولز
رون ولز (بالإنجليزية: Ron Wells)‏ هو سياسي أسترالي، ولد في 22 سبتمبر 1935 في أستراليا. انتخب عضو المجلس التشريعي الفيكتوري وانتخب عضو الجمعية التشريعية فيكتوريا.